# Васільєв Денис Олександрович
Дени́с Олекса́ндрович Васі́льєв (нар. 8 травня 1987, Бахмач, УРСР) — український футболіст, захисник клубу «Штурм» (Іванків).

## Кар'єра
Вихованець юнацької команди клубу «Княжа» зі Щасливого та київського РВУФК.

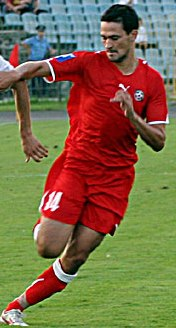
Васільєв під час виступів за «Кривбас». 2010 рік.

Професіональну кар'єру розпочав у складі представника Першої ліги київського ЦСКА в сезоні 2004—2005. Відіграв в армійському клубі 5 сезонів, провівши 135 матчів, у яких відзначився 3 забитими голами й певний час був капітаном команди.
На початку сезону 2009—2010 перейшов до одного з представників Києва у Прем'єр-лізі української першості — «Оболоні». У Прем'єр-лізі дебютував 19 вересня 2009 року в матчі проти ужгородського «Закарпаття» (0:1). У першій половині сезону був основним гравцем лінії захисту нового клубу, однак після зимової перерви, під час якої в команді змінився головний тренер, виходив на поле здебільшого з лави запасних.
Після завершення сезону колишній тренер «пивоварів» Юрій Максимов запросив гравця до свого нового клубу, криворізького «Кривбаса», у складі якого Васільєв і розпочав сезон 2010—2011. Проте, провівши один сезон, втратив місце в основі і став здебільшого виступати за молодіжну команду.
25 липня 2012 року на правах оренди перейшов у першоліговий «Нафтовик-Укрнафта».
Улітку 2014 року перейшов до клубу казахстанського чемпіонату «Тараз», за який грав до кінця 2015 року.
На початку травня 2016 року став гравцем харківського «Геліоса», але вже 3 червня стало відомо, що Васільєв залишив команду.
17 липня 2019 року перейшов до одеського «Чорноморця». 11 листопада 2019 року покинув одеську команду.
З 2020 року став виступати за узбекистанський клуб «Машал» (Мубарек), де провів один сезон.
Після волинського етапу кар'єри став виступати на аматорському рівні і спочатку грав за «Джуніорс» (Шпитьки), а у 2022 році став гравцем аматорського «Штурма» з Іванкова.